# Frank Tenney Johnson

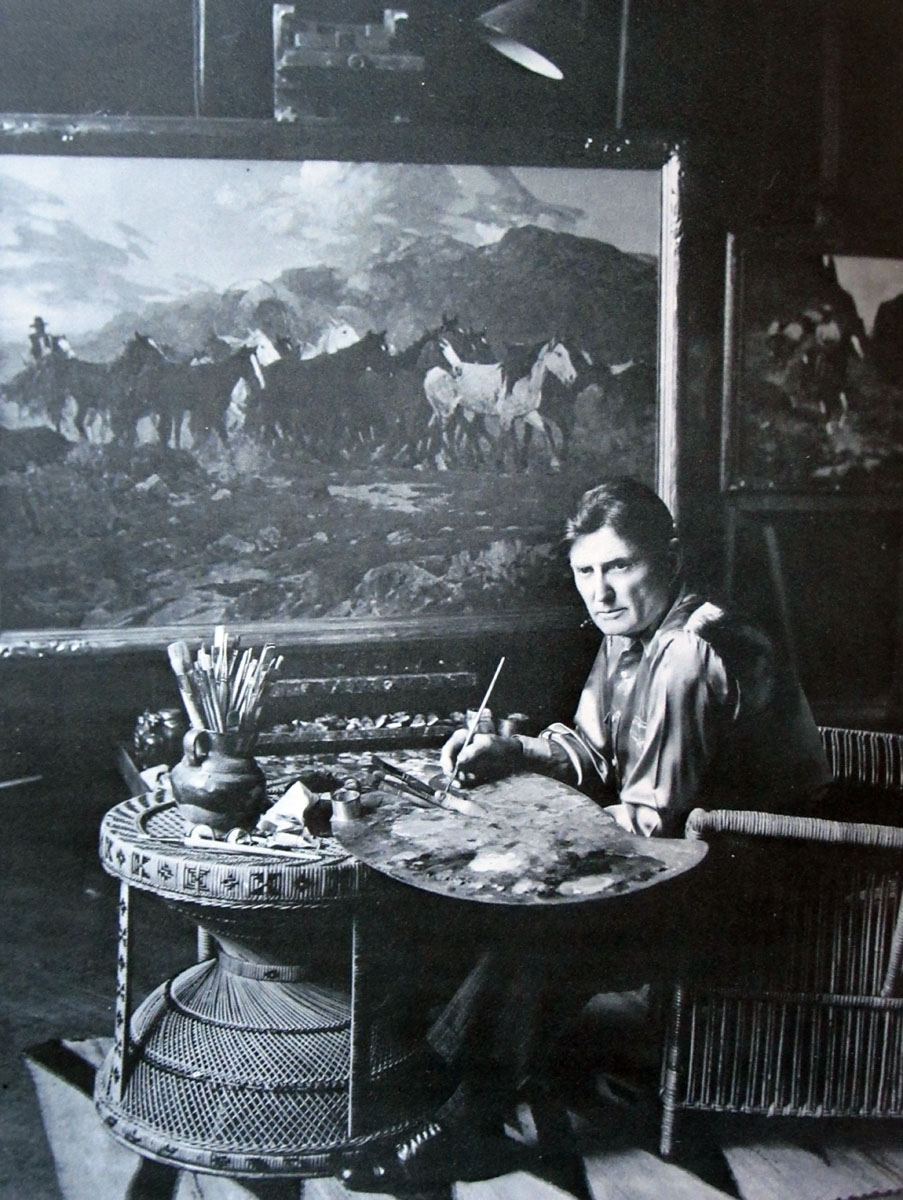
Frank Tenney Johnson in seinem Atelier

Frank Tenney Johnson (* 26. Juni 1874 in Pottawattamie County, Iowa; † 1. Januar 1939 in Los Angeles, Kalifornien) war ein US-amerikanischer Maler des amerikanischen Westens.

## Leben
Frank Tenney Johnson wurde 1874 in einer ländlichen Region Iowas geboren. Er wuchs auf einer Farm auf und entwickelte schon früh eine Faszination für den „Wilden Westen“. Er studierte an der Art Students League in New York City bei John Henry Twachtman und Robert Henri. Seine Karriere begann er als Illustrator für Magazine wie Field and Stream, The Saturday Evening Post und Harper’s Weekly, wobei er sich auf Westernmotive spezialisierte. In den 1910er- und 1920er-Jahren bereiste er mehrfach den amerikanischen Südwesten, insbesondere New Mexico und Kalifornien, und dokumentierte die dortigen Landschaften sowie die Kultur der Cowboys und Ureinwohner. Schließlich ließ er sich in Los Angeles nieder und wurde Mitglied im Salmagundi Club in New York sowie in der National Academy of Design. Johnson starb Anfang 1939 an den Folgen einer Meningitis, die er sich Berichten zufolge durch den Kuss einer erkrankten Bekannten zugezogen hatte.

## Werk

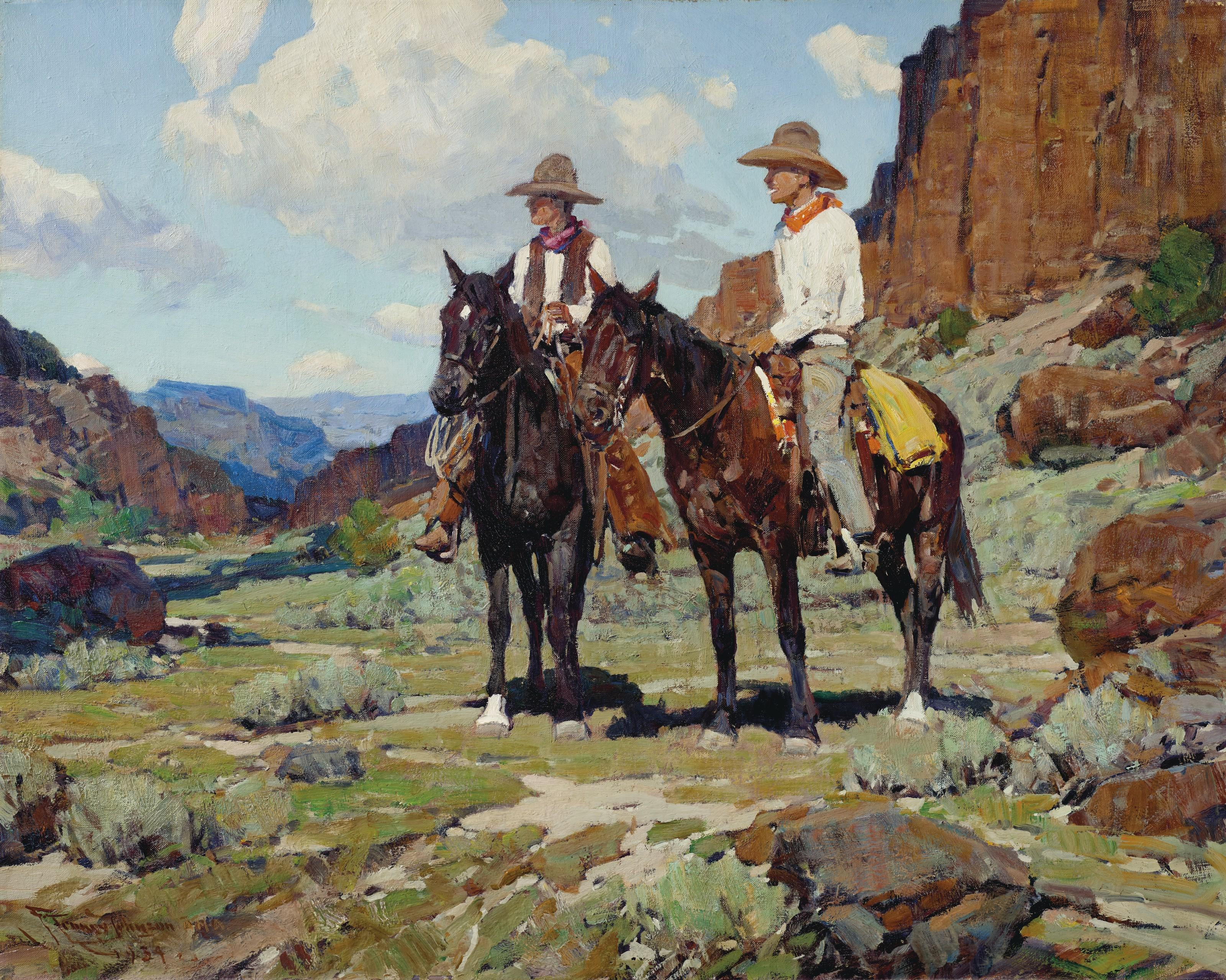
Wyoming Cattlemen von Frank Tenney Johnson, 1934

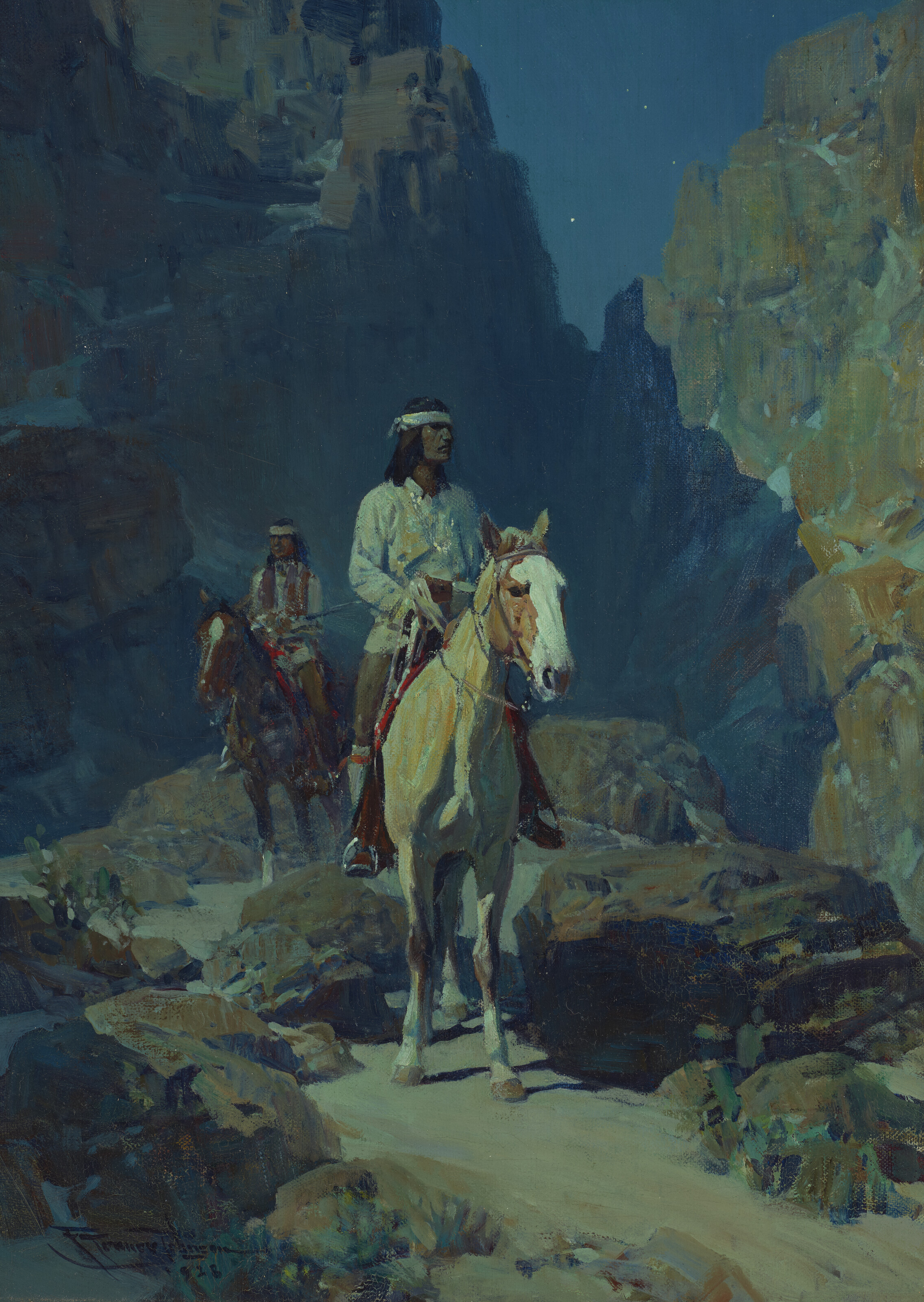
Frank Tenney Johnson: Moonlight in the canyon, 1928

Frank Tenney Johnson ist vor allem für seine stimmungsvollen Nachtszenen des amerikanischen Westens bekannt, die er mit der Technik des „Moonlight Painting“ in Öl auf Leinwand schuf. Ein Beispiel für Johnsons Mondlichttechnik ist das Bild Somewhere on the Range. Zum Malen seiner Bilder verwendete er Messer, Finger und Pinsel. Seine Darstellungen von Cowboys, Pferden, dem Leben auf der Ranch und weiten Landschaften vermitteln eine idealisierte, aber atmosphärisch dichte Sicht auf den amerikanischen Frontier-Mythos. Charakteristisch sind sein realistischer Stil, eine sorgfältige Lichtführung sowie die Darstellung von Ruhe und Einsamkeit unter dem nächtlichen Himmel. Johnson gilt als wichtiger Vertreter der „Western Art“ und hatte erheblichen Einfluss auf spätere Künstler dieses Genres, etwa Frederic Remington oder Charles M. Russell.